# I740

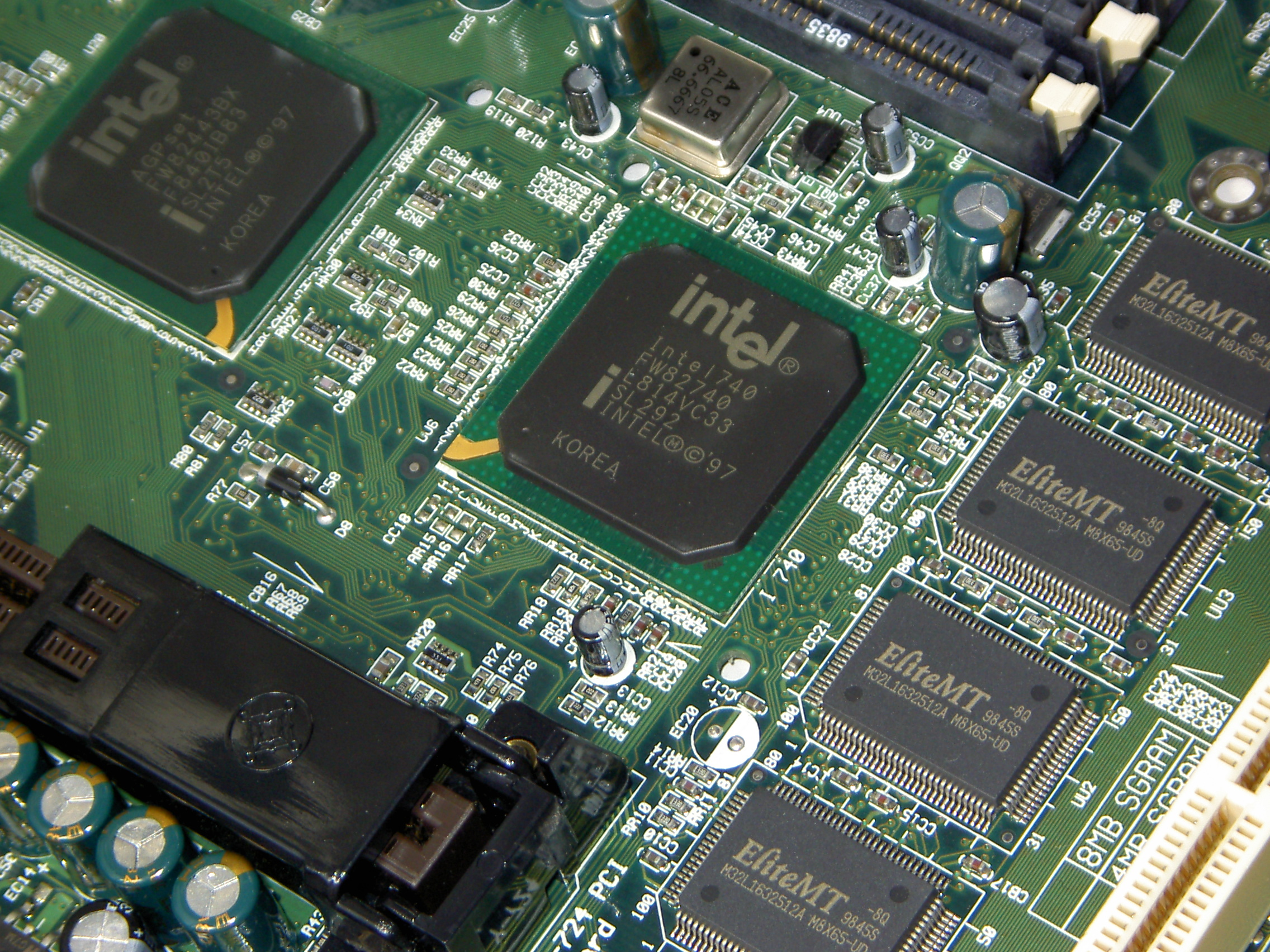
Intel i740 Grafikchip auf einem Epox-Mainboard

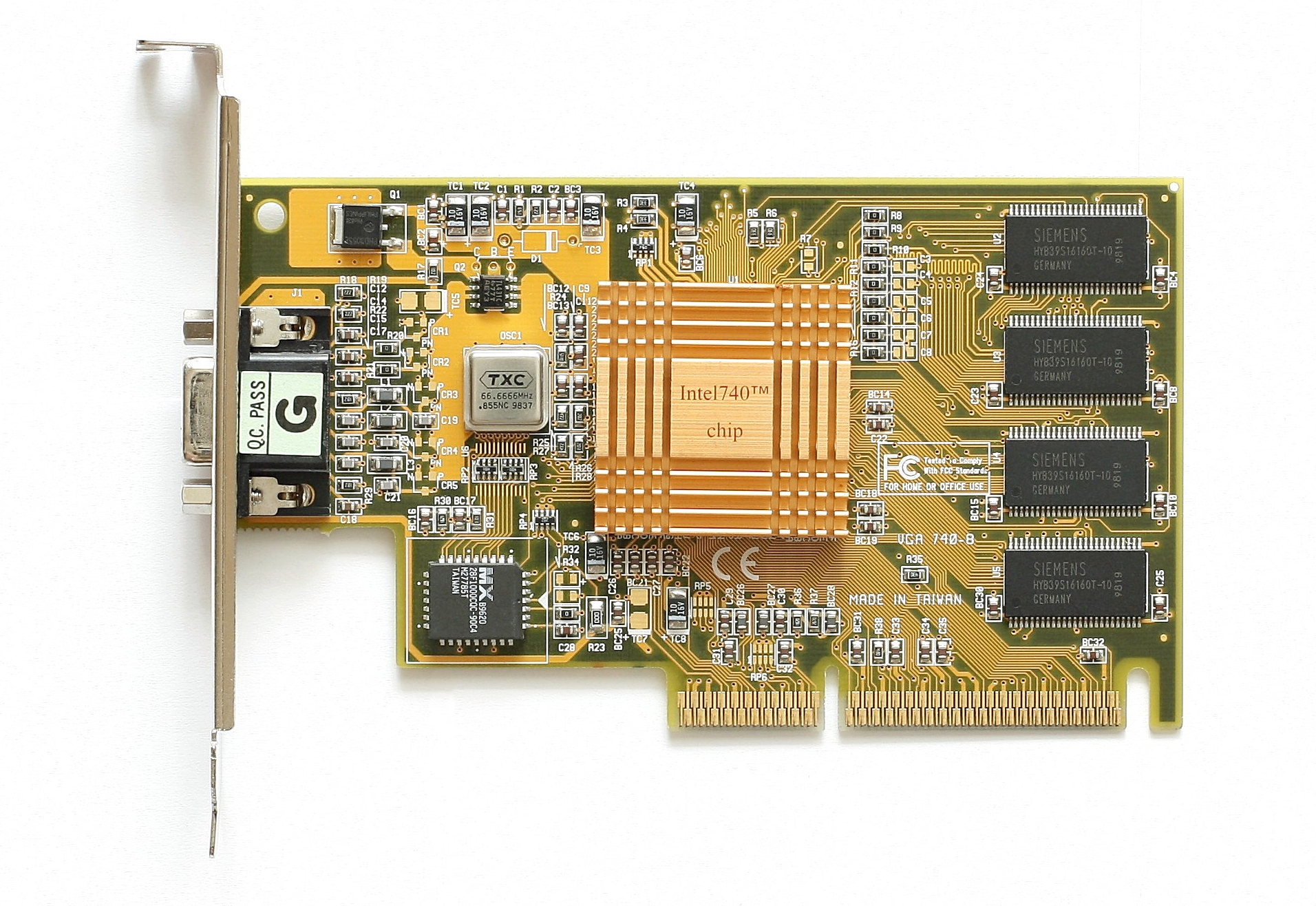
AGP-Grafikkarte mit Intel i740

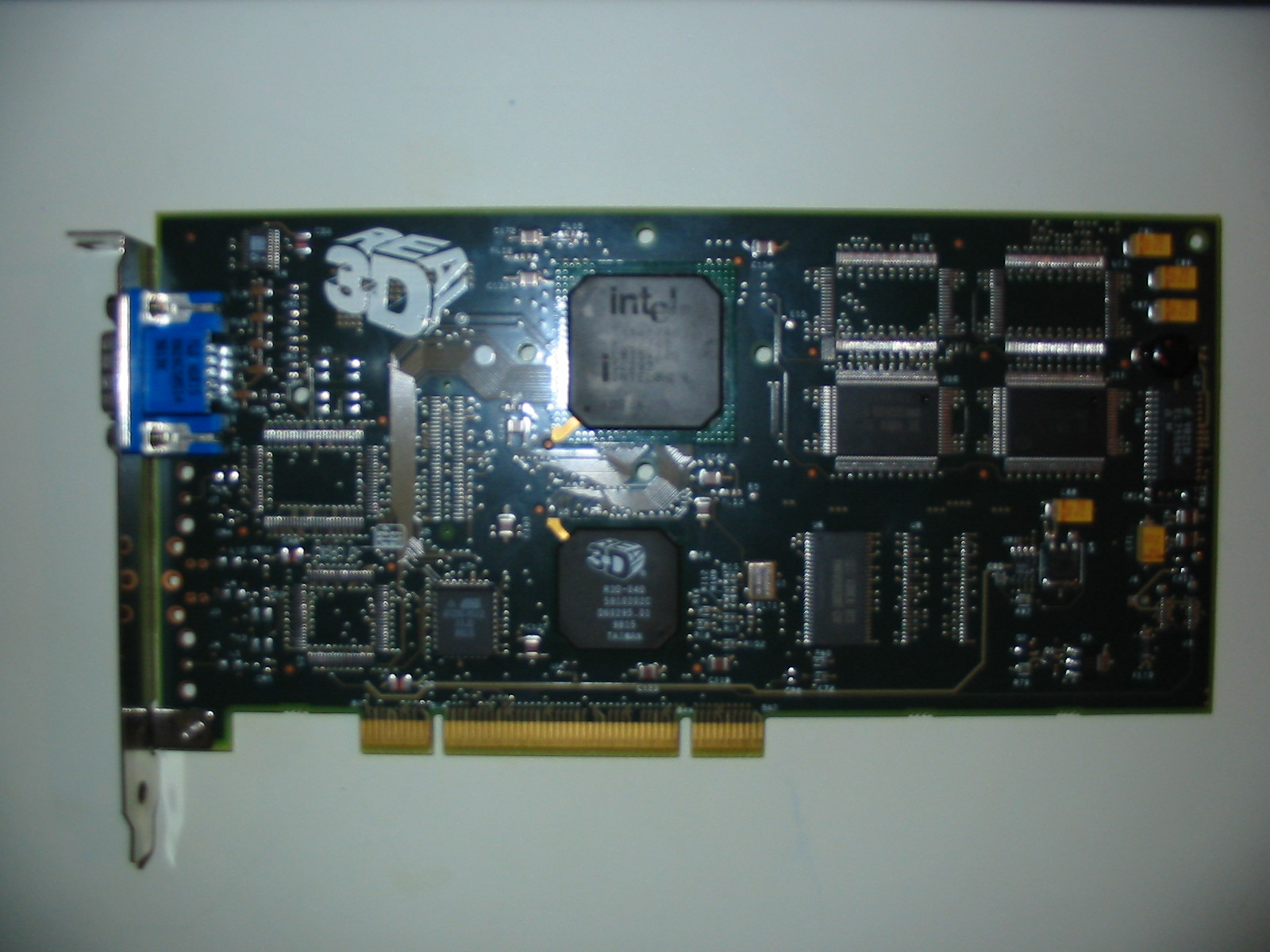
PCI-Grafikkarte von Real3D mit intel740

Der Intel740 (auch i740, Codenamen Auburn) ist der erste Grafikprozessor von Intel und erschien 1998. Er wurde von Real3D, damals Tochterfirma von Lockheed Martin, im Auftrag von Intel entwickelt. Seine Leistung im Vergleich zu anderen, damals aktuellen Grafikchips von NVIDIA oder 3dfx war zufriedenstellend, aber nicht dominant. Da die Entwicklung im Bereich 3D-Beschleunigung aber rasant voranschritt, veraltete der Chip sehr bald, ohne große Spuren auf dem Markt hinterlassen zu haben. Die Produktion wurde 1999 eingestellt. Sein Nachfolger ist der i752.
Der Intel740 war lange der einzige Grafikprozessor von Intel, der bisher auf diskreten Grafikkarten verbaut wurde. Intel Arc-Alchemist-Grafikkarten mit neuer Technologie erschienen 2022.

## Technik
Der Chip des i740 wurde im 0,35 μm von Intel gefertigt und läuft mit einer Core Clock von 66 MHz. Dem Chip stehen 4 oder 8 MB SDRAM oder SGRAM mit einem Memory Clock von 100 MHz bei einem 64 Bit breiten Datenbus zur Verfügung. Er kann allerdings zusätzlich noch auf den Systemspeicher per AGP x2 zugreifen mit einer Geschwindigkeit von 520 MByte/s. Der Grafikchip unterstützt zudem Backface Culling, bilineare Textur-Filterung, MIP-Mapping, Glanzlichter, Alpha-Blending, Fog, Color- und Chroma-Keying sowie Subpixelkorrektur.
Der integrierte RAMDAC-Chip läuft auf einen Pixeltakt von 190 MHz, was in einer maximalen Auflösung von 1600 × 1200 bei 75 Hz resultiert. Das Bild wird über einen einzigen VGA-Anschluss ausgegeben.